# Hans-Bredow-Institut

Logo des Instituts

Das Leibniz-Institut für Medienforschung, Hans-Bredow-Institut (HBI) (Eigenschreibweise: Leibniz-Institut für Medienforschung │Hans-Bredow-Institut (HBI), ehemals: Hans-Bredow-Institut für Medienforschung an der Universität Hamburg), ist eine eigenständige gemeinnützige Stiftung mit Sitz in Hamburg. Ziel des Instituts ist die interdisziplinäre Erforschung des Themenfeldes Medienwandel und der damit verbundenen strukturellen Veränderungen öffentlicher Kommunikation.

## Geschichte des Instituts
Das Institut wurde am 30. Mai 1950 vom damaligen Nordwestdeutschen Rundfunk (NWDR) und der Universität Hamburg als rechtsfähige Stiftung des bürgerlichen Rechts gegründet. Benannt wurde das Institut nach dem Staatssekretär und Rundfunk-Kommissar im Reichspostministerium der Weimarer Republik, Hans Bredow (1879–1959), der sich als Pionier der technischen Rundfunkentwicklung einen Namen machte. Der ursprüngliche Name des Instituts lautete offiziell „Hans-Bredow-Institut für Rundfunk und Fernsehen“, denn das anfängliche Ziel war es, Medienforschung auf dem Gebiet des Hörfunks und des Fernsehens zu betreiben.
Mit der einsetzenden Digitalisierung in den 90er Jahren änderte sich auch der Fokus des Instituts. Computer und das Internet standen zunehmend im Zentrum des Forschungsinteresses. Im Jahr 2000 wurde das Institut in „Hans-Bredow-Institut für Medienforschung“ umbenannt.
Seit 1979 wurde, zunächst durch den damaligen Direktor Wolfgang Hoffmann-Riem, die interdisziplinäre Ausrichtung des Instituts gefördert – durch eine Kombination rechts- und sozialwissenschaftlicher Forschung. Diese interdisziplinäre Ausrichtung hat ihren Ausdruck auch in der fachlichen Orientierung der jeweiligen Direktoren gefunden: Von 1950 bis 1967 war mit Egmont Zechlin ein Historiker, von 1968 bis 1970 mit Hans Wenke ein Erziehungswissenschaftler, von 1971 bis 1979 mit Janpeter Kob ein Soziologe Leiter des Instituts. Von 1979 bis 1995 wurde das Institut von dem Rechtswissenschaftler Wolfgang Hoffmann-Riem geleitet, von 1995 bis 1998 von dem Politik- und Publizistikwissenschaftler Otfried Jarren.
Seit Sommer 1998 liegt die wissenschaftliche Leitung und Verwaltung des Instituts bei einem wissenschaftlichen Direktorium, in dem die beiden Hauptsäulen der Institutsarbeit, die Kommunikationsforschung und die rechtswissenschaftliche Medienforschung, vertreten sind. Dem Direktorium gehörten zunächst Wolfgang Hoffmann-Riem (bis Dezember 1999), Otfried Jarren (bis Juli 2001) und der Kommunikationswissenschaftler und Geschäftsführer des Instituts, Uwe Hasebrink, an. Seit Juli 2001 besteht das Direktorium aus Uwe Hasebrink und dem Rechtswissenschaftler Wolfgang Schulz (Vorsitz).
Seit 1. Januar 2019 ist das Institut Mitglied der Leibniz-Gemeinschaft.

## Forschung
Das HBI erforscht medienvermittelte öffentliche Kommunikation und verbindet dabei die Perspektiven der Sozialwissenschaft mit der Rechtswissenschaft.
Die Forschung ist in drei Forschungsprogramme gegliedert:
1. Transformation öffentlicher Kommunikation – Journalistische und intermediäre Funktionen im Prozess der Meinungsbildung. Forschungsprogramm 1 untersucht, wie unter den Bedingungen der durch Digitalisisierungsprozesse veränderten medienvermittelten öffentlichen Kommunikation Öffentlichkeit hergestellt und Meinungsbildung ermöglicht wird.
2. Regelungsstrukturen und Regelbildung in digitalen Kommunikationsräumen. Im Zentrum des Erkenntnisinteresses des Forschungsprogramms 2 stehen Regelungsstrukturen und Regelbildung in Kommunikationsräumen, die im Zuge der Digitalisierung entstehen.
3. Wissen für die Mediengesellschaft. Im Forschungsprogramm 3 bündelt das Institut seine Aktivitäten der Transferforschung in den Kompetenzbereichen „Aufwachsen in digitalen Medienumgebungen“, „Public Service und Public Value“, „Gesundheitskommunikation“ sowie „Mediengeschichte“

## Publikationen

### ZeitschriftMedien & Kommunikationswissenschaft(M&K)
Seit 1953 gibt das HBI die wissenschaftliche Zeitschrift Medien & Kommunikationswissenschaften (M&K) heraus. Bis 1999 trug sie den Titel Rundfunk und Fernsehen. Sie erscheint viermal im Jahr im Nomos Verlag, Baden-Baden und ist ein interdisziplinäres Forum für theoretische und empirische Beiträge aus der gesamten Medien- und Kommunikationswissenschaft.

### PodcastBredowCast
Seit 2014 veröffentlicht das Institut einmal im Monat einen Podcast, in dem Forschungsprojekte sowie aktuelle Themen aus der Medienwelt besprochen werden.

### Internationales Handbuch Medien
Das Internationale Handbuch Medien (früher: Internationales Handbuch für Rundfunk und Fernsehen) wurde von 1950 bis 2009 vom Hans-Bredow-Institut herausgegeben. Das Handbuch bot kompakte Informationen zu den rechtlichen und organisatorischen Grundlagen in den Bereichen Print, Rundfunk und Online-Medien, zu den wichtigsten Akteuren, dem Programmangebot sowie den Entwicklungstendenzen in den Ländern Europas und vielen Staaten in aller Welt.

## Finanzierung
Seit seiner Aufnahme in die Leibniz-Gemeinschaft im Januar 2019 wird das Institut anteilig durch das Bundesministerium für Bildung und Forschung sowie die gemeinsame Forschungsförderung der Länder, vertreten durch die Behörde für Wissenschaft, Forschung und Gleichstellung (BWFG) der Freien und Hansestadt Hamburg finanziert. Hinzu kommen Spenden und Einnahmen aus Drittmittelprojekten.

## Sonstiges
Das Institut betreibt eine wissenschaftliche Bibliothek. Im Katalog werden auch Zeitschriften und Aufsatzbände ausgewertet.